# El Granada
El Granada es un lugar designado por el censo (CDP) en el área costera del norte del condado de San Mateo, California, Estados Unidos. La población era 5.724 en el censo 2000.

## Geografía
El Granada está situado en 37°30 el ″ N, 122°28 ″ W (37.503766, -122.473230) del ′ 14 del ′ 24 GR1, en el lado menos densamente poblado de la costa pacífica del condado de San Mateo, aproximadamente a 25 millas al sur de San Francisco y 45 millas al norte de Santa Cruz, California. Las ciudades vecinas son Montara y Moss Beach al norte y Half Moon Bay al sur. Según la oficina de censo de Estados Unidos, el CDP tiene un área total de 14 kilómetros cuadrados.

## Demografía
A la fecha el censo GR2 del 2000, había 5.724 personas, 2.028 casas, y 1.512 familias que residían en el CDP. La densidad demográfica era ² de los 410.0/km (² 1.062,7/mi). Había 2.097 unidades de cubierta con una densidad media del ² del 150,2/km (² 389,3/mi). La división racial del CDP era 82,21% blancos, 0,76% afroamericanos, 1,25% americanos nativos, 4,85% asiáticos, 0,39% isleños pacíficos, 7,81% de otras razas, y 5,33% a partir de dos o más razas. Hispanos o Latinos de cualquier raza era 17,72% de la población.

## Historia
La disposición concéntrico-circular inusual de la calle de El Granada fue diseñada por el arquitecto e influyente planificador Daniel Burnham. Burnham trabajó supervisando el diseño para la exposición de 1893 en Chicago y diseñando el edificio 1902 de Flatiron en la Ciudad de Nueva York. El plan de Burnham fue comisionado por el ferrocarril de la orilla del océano, que desarrolló El Granada como un lugar de playa para los visitantes de San Francisco.

37°30′14″N 122°28′24″O / 37.50389, -122.47333
- Datos: Q1324217

1. ↑  Zip Data Maps, código ZIP n.º 94018.